# Garçons de cristal
Garçons de cristal (Nie Tzu, 孽子 en chinois) est un roman de l'écrivain taïwanais Bai Xianyong publié en 1983.

## Le sujet
Le narrateur est le personnage Aqing (surnom de Li-Qing). Il rapporte l'histoire de sa jeunesse (enfance et adolescence), comparable à celle de ses camarades, dont les portraits et la vie apparaissent progressivement au cours du roman. Ce dernier raconte comment des adolescents, rejetés par leurs parents à cause de leur homosexualité, vivent à Taipei dans une situation extrêmement précaire, et se livrent à la prostitution masculine pour survivre. Le récit se tient à la fin des années 60, mais des flashbacks apparaissent régulièrement, renforçant l'épaisseur de chaque personnage concerné. Il s'agit aussi d'un roman consacré au phénomène de la ville moderne.
Il s'agit d'un des tout premiers romans chinois à aborder l'homosexualité comme un thème central. Cependant, l'auteur a précisé : « Je dirais que ce n'est pas un roman gay, mais un roman à propos de personnes gay, à propos d'êtres humains. Il décrit la nature humaine universelle, indifféremment au genre. ».
L'histoire de Taïwan apparaît notamment à travers : les multiples échos à la guerre sino-japonaise (1937-1945), à l'arrivée de Chinois continentaux à Taïwan après 1949 ; l'essor économique des années soixante ; la modernisation de la capitale, Taipei ; les marginaux créés par ce développement rapide. Le texte présente aussi des références au bouddhisme taïwanais (mêlé au Taoïsme).

## Traductions
- Le roman est traduit en anglais en 1989.
- Il est traduit en français par André Lévy (Flammarion, coll. « Lettres d'Extrême-Orient », 1995). La traduction est reprise en format poche chez Picquier, coll. « Piquier poche » no 182, 2003  (ISBN 2-87730-603-8)

## Adaptations

### À la télévision
Garçons de cristal est adapté en 2003 sous la forme d'une série télévisée pour la télévision taïwanaise.

### Au théâtre
Garçons de cristal est adapté pour le théâtre en 2014 (Théâtre National de Taipei ; avec la collaboration de l'écrivain).